# Aconura ingrata
Aconura ingrata är en insektsart som beskrevs av Jacobi 1941. Aconura ingrata ingår i släktet Aconura och familjen dvärgstritar. Inga underarter finns listade i Catalogue of Life.